# كلية الدراسات الإفريقية العليا (جامعة القاهرة)
كلية الدراسات الإفريقية العليا جامعة القاهرة، هو كلية تختص بالدراسات العُليا بجامعة القاهرة في مصر. يهدف المعهد إلى تعميق المعرفة بالشئون الأفريقية، والقيام بالبحوث والدراسات الخاصة بالقارة الأفريقية، وتوثيقها ونشرها، وتكوين الباحثين والمتخصصين علمياً في شئونها، ودفع وتوثيق العلاقات المصرية والعربية مع أفريقيا.

## تاريخ
نشأ المعهد عام 1947 في عهد الملك فاروق الأول باسم معهد الدراسات السودانيّة، وكان يتبع كلية الآداب مباشرة بجامعة القاهرة، ولم يكن يضم سوى قسمي التاريخ والجغرافيا فقط. أصبح المعهد مُستقلاُ عن كلية الآداب عام 1950 وتابعاً للجامعة مُباشرة تحت اسم معهد الدراسات الأفريقية. وبموجب القرار الجمهوري من الرئيس محمد أنور السادات عام 1970؛ أصبح اسمه معهد البحوث والدراسات الأفريقية. وبهذا القرار أصبح يضم أربعة أقسام جديدة: قسم النظم السياسية والاقتصادية وقسم الأنثروبولوجيا وقسم اللغات الأفريقية وقسم الموارد الطبيعية، وذلك بجانب قسمي الجغرافيا والتاريخ.
وفي مطلع 2019 صدر قرار من رئيس الوزراء بتحويل الفرع الخاص بجامعة القاهرة  ليكون اسمها  كلية الدراسات الإفريقية العليا وذلك بعد رئاسة مصر للاتحاد الأفريقي.  وللمعهد فرع اخر بأسوان يتبع جامعة  أسوان يسمى  معهد البحوث والدراسات الأفريقية لدول حوض النيل